# Питтсбургский университет

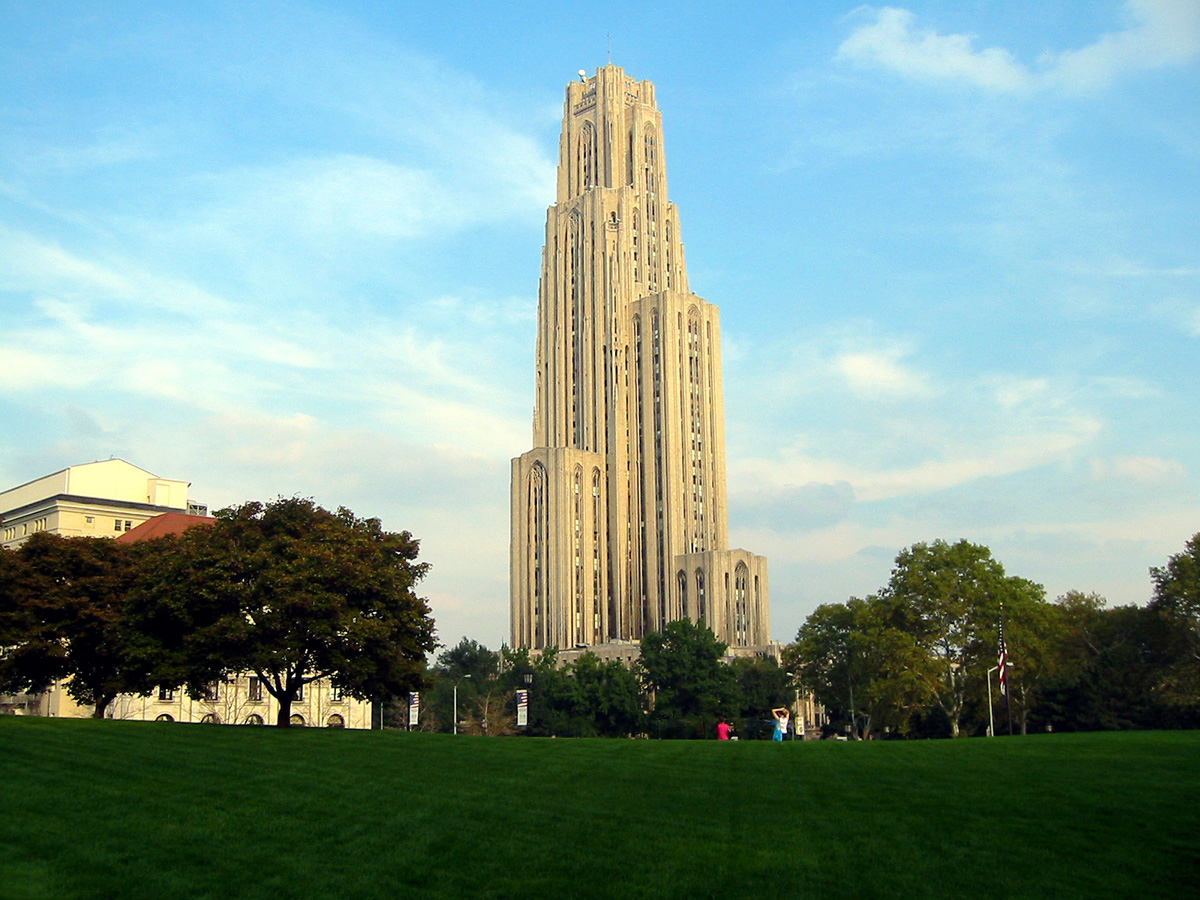
Храм Науки (:en:Cathedral of Learning) университета Питтсбурга

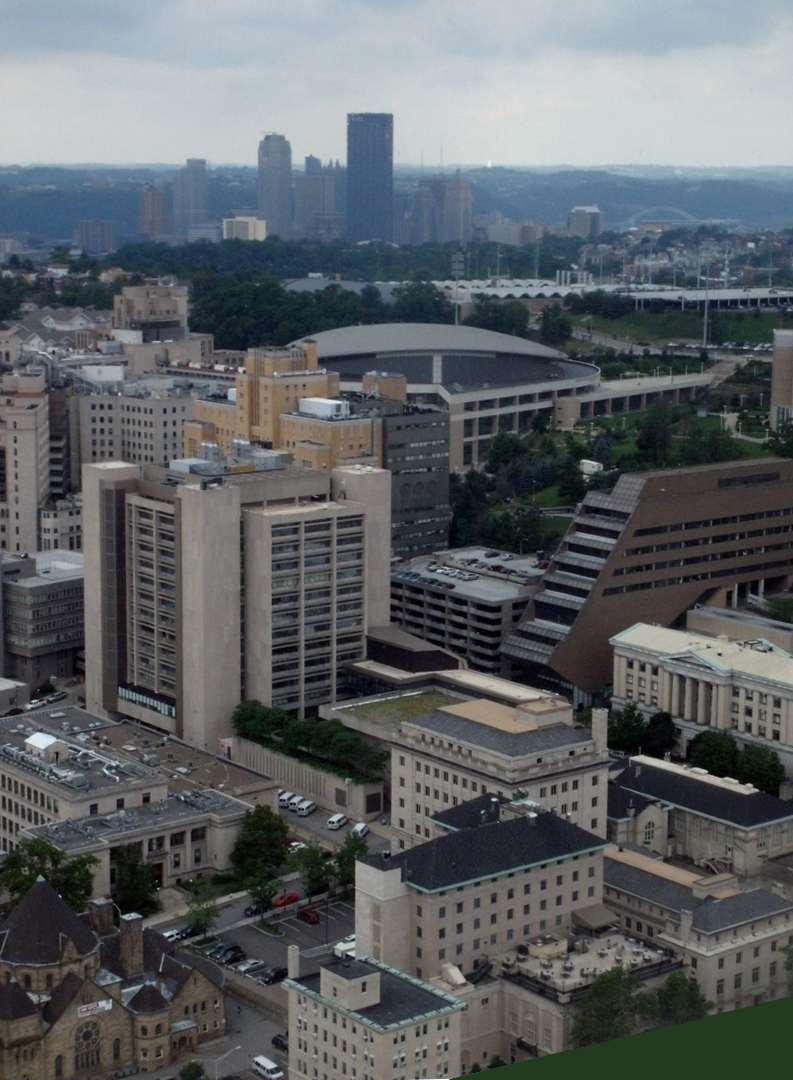
Главный кампус университета (Окланд)

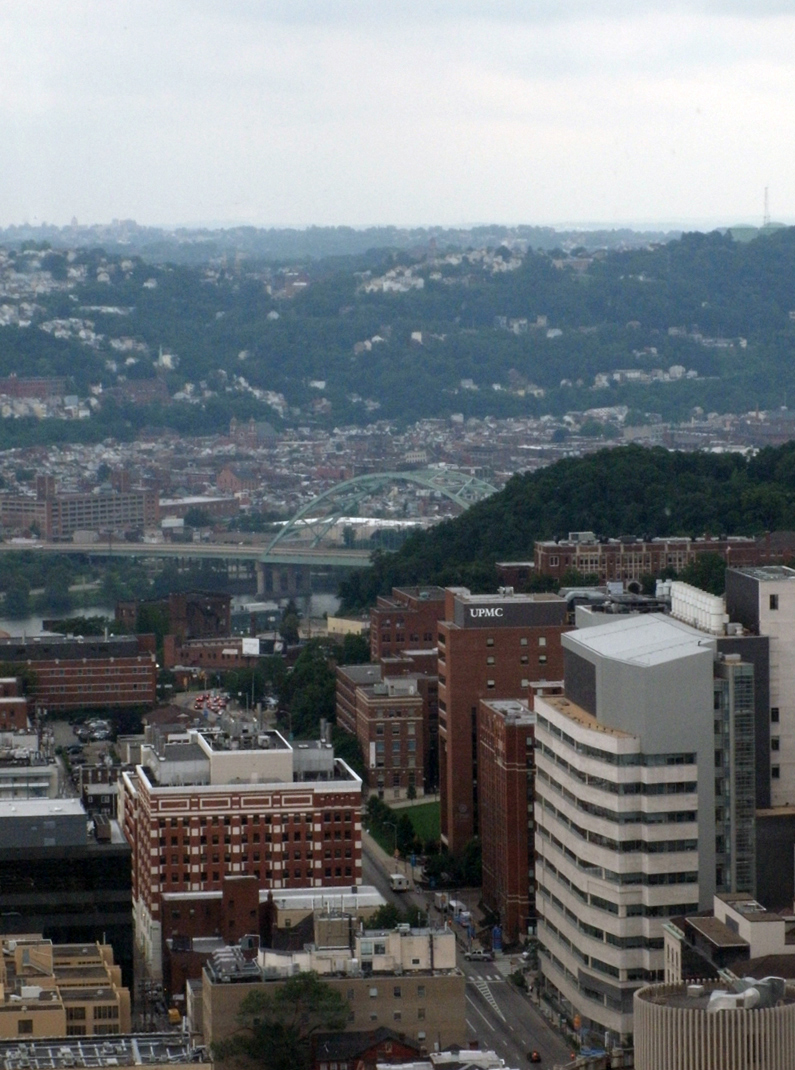
Главный кампус университета (Окланд)

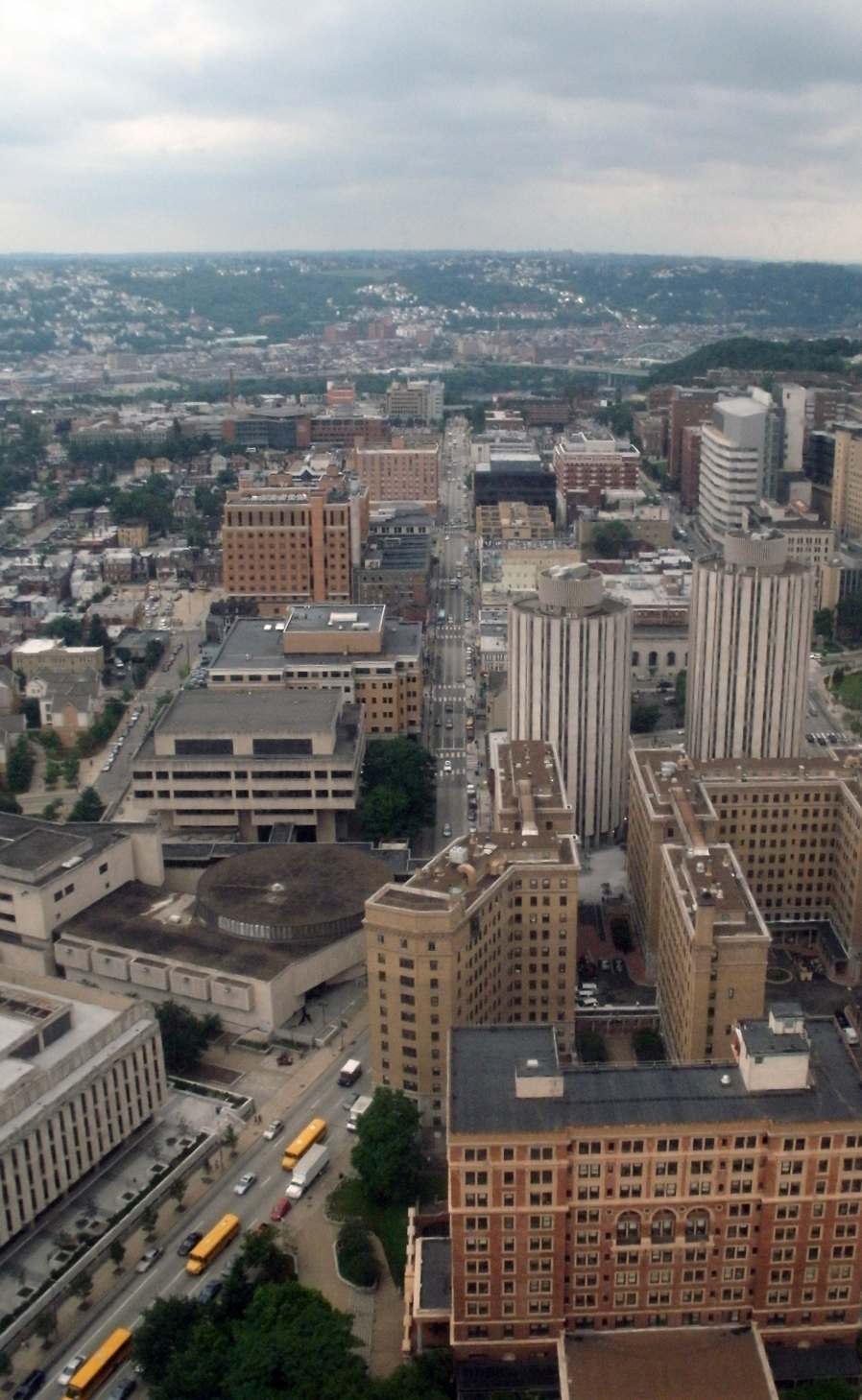
Главный кампус университета (Окланд)

Питтсбургский университет (англ. University of Pittsburgh, неформальное название — Pitt) — общественный исследовательский университет в городе Питтсбург, штат Пенсильвания, США, основан в 1787 году. Знаменит медицинскими исследованиями.

## Статус
Большую часть своей истории Питтсбургский университет был частным учебным заведением. С 1966 по начало 1970-х годов вуз находился в ведении штата Пенсильвания (public university, см. статью Университет штата). В настоящее время, в связи с введением в штате статуса Commonwealth System of Higher Education, Питтсбургский университет имеет этот статус наряду с тремя другими вузами, ранее бывшими частными.

## Структура
В состав университета входит 17 колледжей и школ (факультетов):
- Школа искусств и наук Дитриха
- Колледж бизнес-администрирования
- Школа бизнеса им. Джозефа М. Катца
- Школа стоматологии Университета Питтсбурга
- Школа педагогики
- Свансоновская инженерная школа
- College of General Studies
- Школа здравоохранения и реабилитации Университета Питтсбурга
- Хонорс-колледж
- Школа информационных наук
- Школа права
- Школа медицины Университета Питтсбурга
- Школа сестринского дела Университета Питтсбурга
- Школа фармации
- Graduate School of Public & International Affairs (GSPIA)
- Высшая школа здравоохранения Университета Питтсбурга
- School of Social Work

Питтсбургский университет тесно связан с Медицинским центром Университета Питтсбурга UPMC — одним из лучших и крупнейших больничных комплексов в США.

## Место в рейтингах
Несмотря на то, что обычно университеты штатов считаются менее престижными, чем частные вузы, Питтсбургский университет входит в так называемую «Публичную лигу плюща» (Public Ivy).. Высокие места в рейтингах Питтсбургский университет получает в медицинских науках, неплохие — в инженерных.
В 2009 году Центр оценки качества университетов (исследовательский центр в составе Университета штата Аризона) отнес Университет Питтсбурга к высшей группе (то есть входящим в TOP-7) среди публичных университетов США и к шестой группе (то есть входящим в TOP-25) всех американских вузов.
Журнал U.S. News & World Report в 2009 году назвал Питтсбургский университет 20-м среди публичных университетов и 56-м среди всех университетов США.
Академический рейтинг университетов мира в 2009 году присудил Питтсбургскому университету 50-е место в мире и 37-е — в США.. В 2014 году Питтсбургский университет занял 41 позицию в Академическом рейтинге лучших университетов США, и 62 строчку в рейтинге лучших вузов США по версии Forbes.

## Достижения
В Питтсбургском университете был совершен ряд всемирно известных открытий.
- В начале 1950-х годов в результате работ, проведенных сотрудникам университета, в особенности, Джонасом Солком, была создана первая в мире вакцина против полиомиелита.
- Техника принятия решений Метод анализа иерархий была предложена Т. Саати, основавшим также целую дисциплину — АПМР[англ.].
- В 2000 году Р. Наттом и Д. Таунсендом была разработана ПЭТ-КТ[англ.] томография (комбинация позитронно-эмиссионной и компьютерной томографии).

## Международные связи

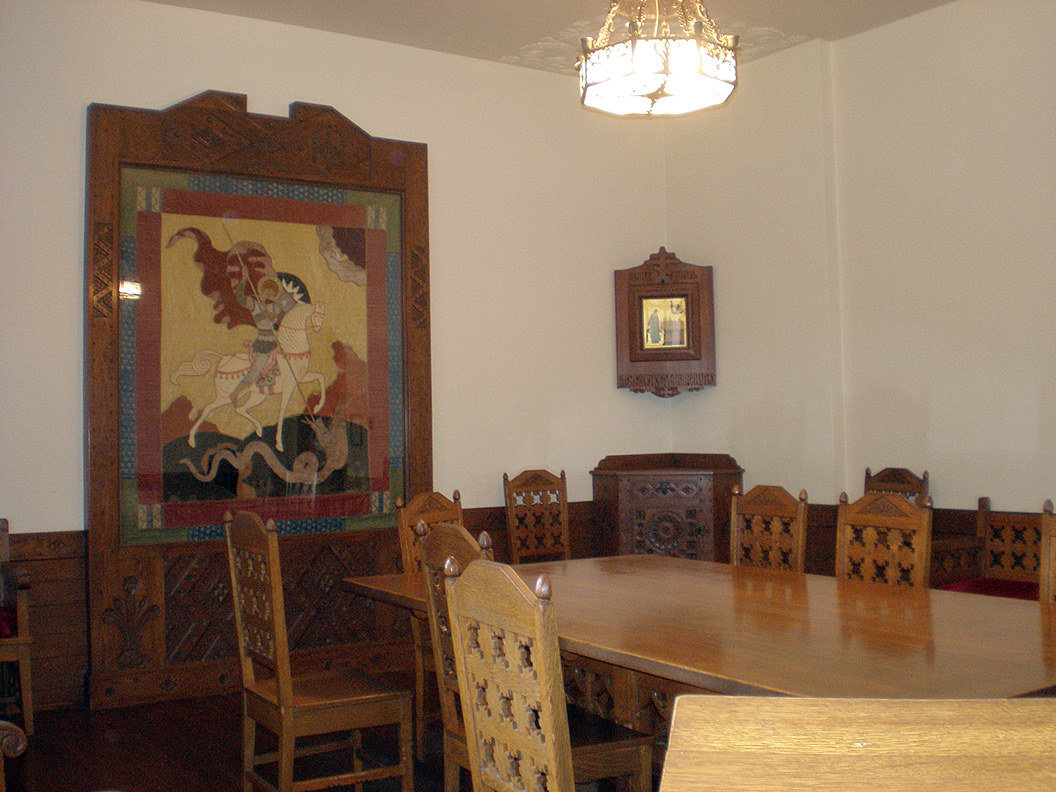
Комната России в Храме Науки